# Lophocampa agassizii
Lophocampa agassizii là một loài bướm đêm thuộc phân họ Arctiinae, họ Erebidae.